# Tak Bai (huyện)
Tak Bai (tiếng Thái: ตากใบ) là một huyện (amphoe) ở đông nam của tỉnh Narathiwat, phía nam Thái Lan.

## Lịch sử
Khi Anh quốc và Xiêm ký Hiệp ước Anh-Xiêm năm 1909, họ đã đồng ý sử dụng sông Golok (Sungai Golok) gần Wat Chonthara Singhe (วัดชลธาราสิงเห) làm biên giới giữa Malaya thuộc Anh và Xiêm do văn hóa và nghệ thuật bên trong ngôi đền.
Huyện này chính thức được lập ngày 12 tháng 8 năm 1909.
Ngày 25 tháng 10 năm 2004, ít nhất có 85 người biểu tình đã thiệt mạng sau khi cảnh sát đã đàn áp trong sự kiện Tak Bai.

## Địa lý
Các huyện giáp ranh (từ phía tây nam theo chiều kim đồng hồ) là Su-ngai Kolok, Su-ngai Padi, Cho-airong, Mueang Narathiwat của tỉnh Narathiwat,  vịnh Thái Lan. Về phía đông nam là bang Kelantan của Malaysia.
Khu vực cửa khẩu biên giới ở Pengkalan Kubur (Malaysia) và Taba (Thái Lan).

## Hành chính
Huyện này được chia thành 8 phó huyện (tambon), các đơn vị này lại được chia ra thành 55 làng (muban). Tak Bai là thị xã (thesaban mueang) nằm trên một số khu vực của tambon Che He. Có 8 Tổ chức hành chính tambon.
| STT | Tên             | Thai      | Dân số |
| --- | --------------- | --------- | ------ |
| 1.  | Chehe           | เจ๊ะเห     | 18.607 |
| 2.  | Phrai Wan       | ไพรวัน     | 8.610  |
| 3.  | Phron           | พร่อน      | 4.469  |
| 4.  | Sala Mai        | ศาลาใหม่   | 8.546  |
| 5.  | Bang Khun Thong | บางขุนทอง  | 5.025  |
| 6.  | Ko Sathon       | เกาะสะท้อน | 8.965  |
| 7.  | Na Nak          | นานาค     | 4.516  |
| 8.  | Kho Sit         | โฆษิต      | 6.526  |